# Flugplatz Corral de Mulas

i7
i11
i13
Der Aeropuerto de Corral de Mulas (ICAO-Code: MSCM) ist ein Agrarflugplatz in El Salvador.
Die unbefestigte Start- und Landebahn mit Ausrichtung Ost-West liegt südlich der Stadt Usulután im Gebiet der Bucht Bahía de Jiquilisco auf der Halbinsel Corral de Mulas. Der Flugplatz wird von der Comisión Ejecutiva Portuaria Autónoma verwaltet und durch Agrarflugzeuge zum Ausbringen von flüssigen oder festen Stoffen zur Schädlingsbekämpfung oder Düngung der großen landwirtschaftlichen Flächen im Gebiet von Usulután genutzt. Am westlichen Ende der Piste befindet sich eine Lagerhalle für Treibstoff, Sprühmittel und Zubehör zur Agrarfliegerei. 